# 이아이디
이아이디(EID)주식회사는 휴대폰 힌지(Hinge) 모듈 개발, 제조, 유류도매, OMS, 컨텐츠 제작 및 유통, 화장품의 제조 판매 및 수출 사업을 영위하는 기업이다

## 개요
이아이디는 다양한 산업에 적용 가능한 센서들과 SK텔레콤 로라망을 연결하는 IoT 연동장치를 일본에 공급한다. GMO클라우드는 일본 전역의 각 분야별 산업에 사물인터넷 모듈을 적용하는 것은 담당한다. 이아이디 관계자는 "일본 현지 첫 IoT사업은 무선감지 센서시스템을 가정용 폐기물 수거에 적용하는 것이 될 것"이라며 "향후 실생활과 밀접한 다양한 IoT 사업 구현이 가능하게 될 것"이라고 전했다.
SK텔레콤 사물인터넷 전국망의 연동장치 공급 사업자로 선정된 이아이디는 최근 연 매출 40조원 규모의 글로벌 기업 하니웰과 스마트 IoT 솔루션 사업을 공동으로 추진하고 있다.

## 역사
이아이디의 전신은 2001년 3월, 경북 칠곡군 석적면 중리 87-1에서 출발한 SHELL-LINE(개인사업자)인데 2001년 9월 중소기업청 벤처기업에 등록하여 2002년 6월 쉘라인으로 변경하고 2002년 12월 경북 구미시 인의동 752으로 이전하여 본점을 세웠다. 2005년 3월 삼성전자(주)  ECO-PARTNER 인증, 2005년 10월 구미2공장 대구사업장으로 확장이전하여 11월 삼천만불 수출의 탑을 수상하고 12월 삼성전자의 정보통신총괄 우수협력사로 선정되었다. 2007년 11월 코스피에 등록, 2012년 7월 최대주주가 이화전기로 변경되었고 2015년 3월 이아아디로 상호를 변경하였다.

## 신사업
이아이디는 주력 사업분야 중 하나인 사물인터넷(IoT) 사업을 확장, 친환경분야로 녹조 예방사업에 진출한다. 이와 함께 이아이디는 2018년 5월 2일, 일본 녹조 저감 분야 1위 기업인 'EBIS Trade(이하 EBIS)'와 공동 개발 계약을 체결했다고 밝혔다. 이아이디는 이번 계약을 통해 EBIS와 국내외 수자원의 녹조 상황 실시간 모니터링 및 저감을 위한 '원격 제어 솔루션 공동 개발'에 착수하게 된다. 세부 계약 내용에 따르면, 이아이디는 EBIS를 대상으로 녹조 피해의 예방과 관리가 가능한 IoT 솔루션을 개발 제공하게 된다. 아울러 효용성 등이 검증된 해당 솔루션은 일본 내 신규 구축되게 되며, 기존 시스템 개선과정에서도 동일하게 적용될 예정이다.
이아이디는 "이번 계약은 이아이디가 구축한 IoT 솔루션과 시스템의 장점이 국내를 비롯해 해외에서까지 평가 받게 되는 계기가 될 것"이라며 "녹조 저감 프로젝트에 제공될 IoT 솔루션은, 단순 모니터링에 그치지 않고 추후 수집된 빅데이터를 통해 녹조 저감장치의 고장 사유를 밝혀내 유지보수 효율성을 높이고, 녹조 발생 트렌드까지 분석해 사전 예측분석 서비스까지 함께 제공한다"고 밝혔다. 이아이디는 이에 앞서 일본 내 나가사키현청으로부터 녹조 저감 장치에 IoT 솔루션을 적용하는 분석 리포트 용역을 함께 수주하며, 관련 분야에서 기술력을 인정받은 바 있다.

## 같이 보기
- 이화그룹
- 이화전기
- 이트론
- 동전주
- 동전주 테마